# Galymjan Jakiyanov
Galymjan Jakiyanov (8 mai 1963-) (en kazakh : Qalımjan Jakiyanov, en cyrillique : Галымжан Жакиянов) est un homme politique du Kazakhstan, ancien chef du parti d'opposition Ak Jol.
Ancien gouverneur (akim) de la région de Pavlodar.
Le 29 mars 2002, il se réfugie à l'ambassade de France à Almaty et n'en sort que le 3 avril pour se faire arrêter par la police kazakhe. Il est condamné à 7 ans de prison pour corruption et abus de pouvoir. L'Union européenne et les États-Unis se sont déclarés « inquiets » par cette condamnation.
Début février 2005, des manifestations d'ampleur modeste ont lieu pour demander la libération de Jakiyanov ainsi que d'un autre membre de l'opposition kazakhe Moukhtar Abliazov. Abliazov et Jakiyanov sont les cofondateurs du Choix démocratique du Kazakhstan, un mouvement unitaire de l'opposition au président Noursoultan Nazarbaïev interdit depuis 2004.
Le 14 février 2006, Jakiyanov est libéré à la suite d'une remise de peine. Cette libération est toutefois conditionnelle peut être révoquée si Jakiyanov enfreint la loi.